# Variraptor
Variraptor là một chi khủng long, được Le Loeuff & Buffetaut mô tả khoa học năm 1998.